# 霍布森 (華盛頓縣)
霍布森（英語：Hobson）是位於美國阿拉巴馬州華盛頓縣的一個非建制地區和人口普查指定地區。根據2010年美國人口普查，該地人口為126人，而該地的面積約為7.70平方千米。

## 地理
霍布森的座標為31°28′21″N 88°09′12″W / 31.47250°N 88.15333°W，而該地最高點為海拔高度45米（即148英尺）。